# Музей современного искусства (Гватемала)
Национальный музей современного искусства имени Карлоса Мериды (исп. Museo Nacional de Arte Moderno «Carlos Mérida») — художественный музей в городе Гватемала, основанный в 1934—1935 годах как «Национальный музей истории и изящных искусств»; в октябре 1975 года был переименован в «Национальный музей современного искусства Гватемалы»; располагается в особняке, построенном архитектором Роберто Морено в 1939 году. Разделён на три отдела, первый из которых посвящен изобразительному искусству страны, второй — творческому наследию Карлоса Мериды, а третий является выставочным залом для временных экспозиций произведения современного искусства, созданного авторами из Центральной и Южной Америки.

## История и описание
Национальный музей современного искусства имени Карлоса Мериды был основан в городе Гватемала в 1934—1935 годах. Первоначально музей назывался «Национальный музей истории и изящных искусств» (Museo Nacional de Historia y Bellas Artes); его первым зданием стало бывшее помещение местной церкви «La Iglesia de Nuestra Señora de los Remedios» (Церковь Пресвятой Богородицы), более известная как «El Calvario» (букв. голгофа) — храм, торжественно открытый и освященный 20 февраля 1787 года был снесён в 1936 году для строительства нового шоссе. 15 января 1935 года в бывшей церкви состоялась первая музейная выставка.

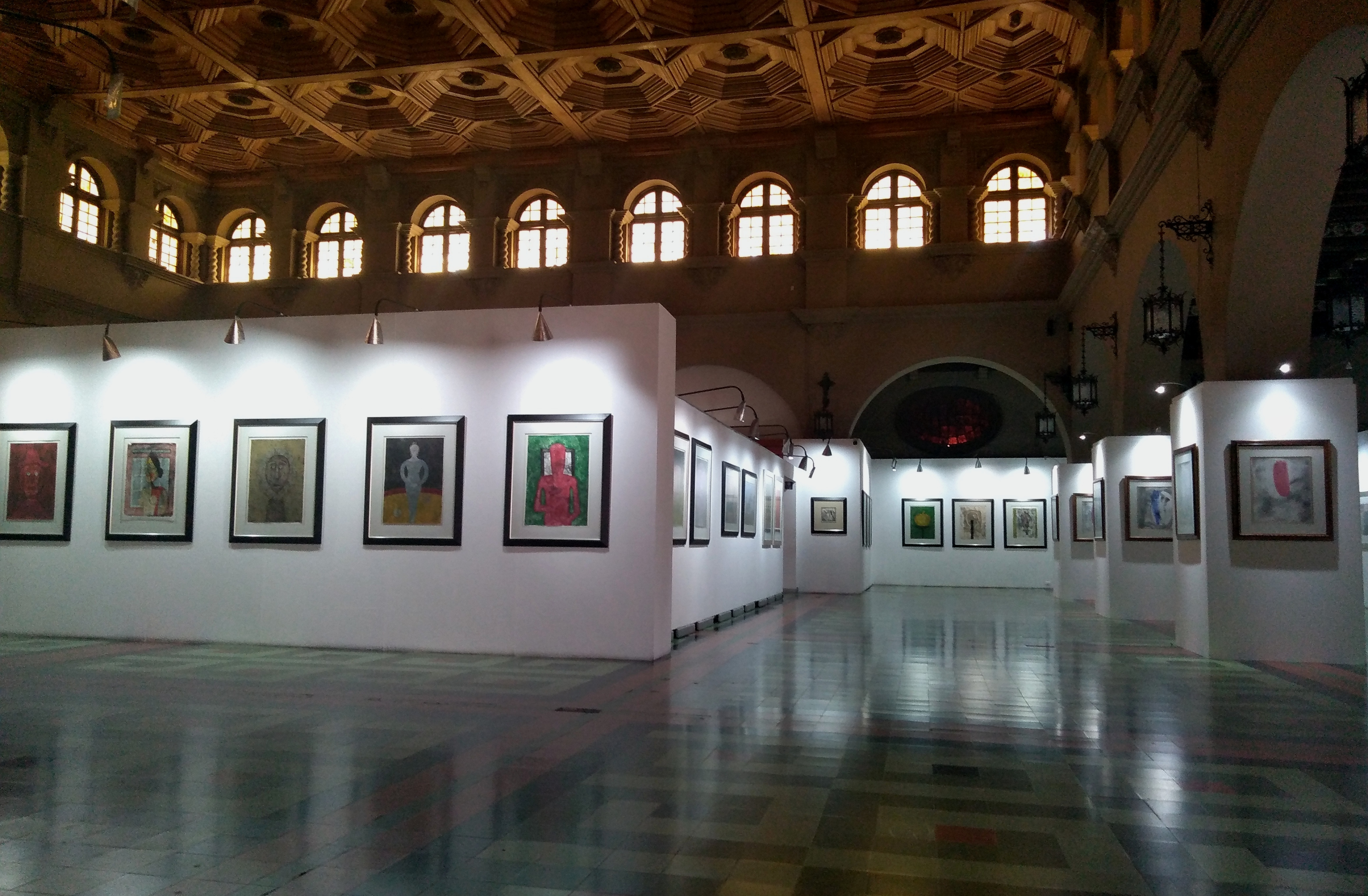
Интерьер музея в марте 2019

Собственное музейное здание было построено по проекту архитектора Роберто Морено — оно было открыто в 1939 году. В его стиле прослеживается влияние синтетического направления мудехар; дизайн включает в себя массивную кованую люстру диаметром 2,5 метра, имеющую 96 светильников; терраса здания была создана с явным испанским влиянием — террасу можно посетить один раз в год во время события «Una noche en la calle de los museos» (ночь музеев). В 1968 году музей изобразительных искусств переехал в другое здание, а 16 октября 1975 года получил название «Национальный музей современного искусства Гватемалы». В то время он входил в состав института антропологии и истории, при отделе культуры министерства образования страны (сегодня — министерство культуры и спорта).
В 1999 году министерским приказом музей снова был переименован — он получил имя одним из наиболее известных представителей современного изобразительного искусства Гватемалы, художника Карлоса Мериды. По состоянию на 2019 год, музей Мериды был разделён на три основных отдела: первый отдел был посвящен истории изобразительного искусства страны, второй отдел освещал творческое наследие Мериды, а третий отдел является выставочным залом для временных экспозиций. В рамках временных выставок музей демонстрирует местной аудитории произведения современного искусства, созданного авторами из Центральной и Южной Америки.